# هرج‌ومرج ۳
هرج و مرج ۳ (به هندی: Golmaal 3) فیلمی محصول سال ۲۰۱۰ و به کارگردانی روهیت شتی است. در این فیلم بازیگرانی همچون میتون چاکرابورتی، کارینا کاپور، اجی دیوگن، آرشاد وارسی، توشار کاپور، شریاس تالپاده، کونال خمو، جانی لور، وراجش هیجری، پرم چوپرا ایفای نقش کرده‌اند.